# Тальбер, Франсуа-Ксавье
Франсуа-Ксавье Тальбер, известный как аббат Тальбер (фр. François Xavier Talbert; 1725, Безансон — 4 июня 1805, Лемберг, Австрийская империя; ныне Львов, Украина) — французский писатель
, поэт и проповедник.

## Биография

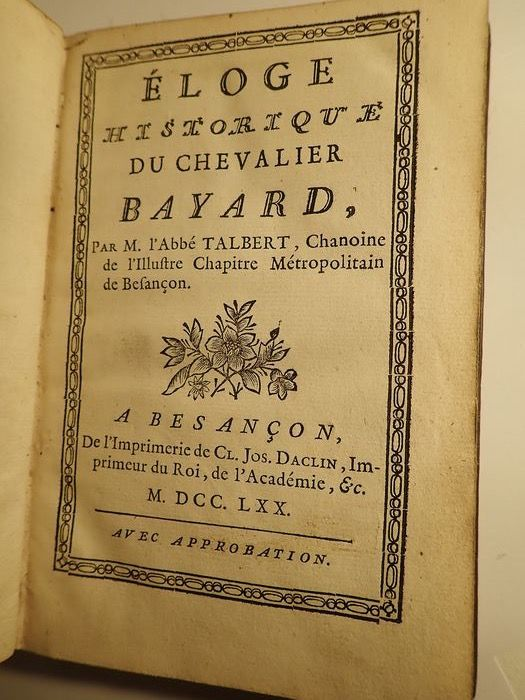
Книга аббата Тальбера «Éloge historique du Chevalier Bayard». 1770

Служил каноником в Безансоне, затем в Париже. Увольнение 30 членов безансонского парламента возмутило аббата Тальбера, и он стал писать по этому поводу анонимные обличительные памфлеты в стихах и прозе; на него поступил донос, из-за которого он три года провёл в заключении. Позже имел большой успех в качестве проповедника и был приором в Париже. Одновременно с Жан-Жаком Руссо, рассматривал вопрос, предложенный Академией наук, искусств и изящной литературы в Дижоне (1754) и получил премию.
Во время Французской революции эмигрировал в Лемберг Австрийская империя, где и
умер.
Проповеди и сочинения Тальбера небезупречны в стилистическом отношении; Лагарп говорил, что он больше ритор, чем писатель с хорошим вкусом.
В дополнение к проповедям, Тальбер — автор ряда панегириков Людовику XV, Монтеню, Боссюэ, Масийону, Лопиталю и другим знаменитым французским деятелям, удостоенным академических наград.
Был одним из основателей Академии наук, изящной литературы и искусства Безансона и Франш-Конте (Académie des sciences, belles-lettres et arts de Besançon et de Franche-Comté).

## Избранные публикации
- «De l’origine de l’inégalité» (1754),
- «Panégyrique de Saint-Louis» (1755),
- «Les avantages de l’adversité» (1769),
- «Eloge de Bayard» (l770),
- «Eloge de Bossuet» (1772),
- «Eloge de Massillon» (1773),
- «Eloge de Montaigne» (1775),
- «Eloge de Louis XIV» (1775),
- «Eloge de L’Hospital» (1777),
- «Eloge de Boileau» (1779).